# Giacometta di Lussemburgo
Giacometta di Lussemburgo, in francese Jacquette de Luxembourg (1415 circa – 30 maggio 1472), fu prima duchessa consorte di Bedford, duchessa consorte di Kendal e contessa consorte di Richmond come moglie del terzo figlio di Enrico IV d'Inghilterra, Giovanni Plantageneto, dal 1433 al 1435, poi baronessa consorte di Scales dal 1448 e contessa consorte di Rivers dal 1466 alla sua morte.

## Le complicate origini
Era figlia del conte di Saint Paul, Pietro I del Lussemburgo, del ramo della famiglia Lussemburgo che governava anche Ligny-en-Barrois, e di Margherita del Balzo, figlia del duca di Andria, Francesco I del Balzo e di Sveva Orsini.. Suo padre Pietro era succeduto al padre Giovanni di Saint Pol e alla madre Margaret, contessa di Brienne che avevano governato insieme sul contado di Brienne dal 1394 alla morte di lei avvenuta nel 1397. Suo padre Pietro discendeva da un Ramo cadetto della famiglia di Enrico V di Lussemburgo della Casa di Lussemburgo che avevano avuto i propri domini nella zona di Ligny-en-Barrois.
La madre di Giacometta, Margherita del Balzo era la figlia di Francesco del Balzo e Sveva Orsini, Sveva a sua volta era nipote di Roberto Orsini e Sibilla del Balzo che era a sua volta figlia di Hugh de Beaux, nobile di origine provenzale e Siniscalco per il Regno di Napoli. Le origini di Roberto Orsini invece affondavano in terra straniera per parte di madre, egli era infatti figlio di Anastasia de Montfort figlia di Guido di Montfort, questi era a sua volta figlio di Simone V di Montfort genero di Giovanni d'Inghilterra per via del suo matrimonio con la figlia di lui Eleonora Plantageneta.

## I primi due matrimoni
Il 22 aprile 1433, a diciassette anni, Giacometta sposò il fratello del re inglese, Enrico V, il duca di Bedford, Giovanni Plantageneto, che, luogotenente del re Enrico VI, in Francia, conduceva la guerra contro l'esercito francese. Questo matrimonio tra un membro della casa reale inglese e una Lussemburgo, agevolò i rapporti degli inglesi con l'impero, Giacometta era infatti cugina di Sigismondo di Lussemburgo, e consolidò l'alleanza col ducato di Borgogna, in chiave anti-francese. Giovanni però morì circa due anni dopo, a Rouen, il 15 settembre 1435, senza la nascita di alcun erede.
Tra il 6 febbraio 1436 e il 23 marzo 1437, Jacquette sposò Richard Woodville (1405-1469) figlio del ciambellano dell'ex marito di Jacquette, Giovanni Plantageneto, I duca di Bedford, che anche lui si chiamava Richard Woodville. Tuttavia il matrimonio era avvenuto senza il consenso del re Enrico VI d'Inghilterra che le aveva garantito una rendita vitalizia proveniente dalle proprietà del defunto marito a patto che non si risposasse senza il suo consenso. Le nozze fecero quindi infuriare il re che dovette essere rabbonito da una multa di 1.000£. Il matrimonio fra i due fu lungo e prolifico, Giacometta e Richard ebbero infatti quattordici figli di cui solo uno, Lewis, morì bambino. Dalla seconda metà del decennio del 1440 i Woodville cominciarono la loro ascesa, sua sorella Isabella era andata in sposa a Carlo IV d'Angiò, zio della regina Margherita d'Angiò. La parentela acquisita con il matrimonio della sorella unita al fatto che ella stessa fosse la vedova di Giovanni che era lo zio del re le dava la preminenza su ogni altra dama della corte a eccezione della regina. A questo va aggiunto che il marito di Jacquette, Richard alla battaglia di Azincourt, del 1415, era stato, a quanto pare, scudiero del re inglese Enrico V e per questo appoggiava la fazione dei Lancaster. L'influenza combinata dei due fece sì che Enrico VI, il 9 maggio 1448, lo fece signore e barone di Rivers.

## La guerra delle due rose
All'inizio della Guerra delle due rose, nel 1455, il marito Riccardo combatteva per la causa dei Lancaster, ma, dopo che nel 1460, era stato fatto prigioniero a Calais, dal conte di March, Edoardo, che alla fine di quell'anno, sarebbe divenuto il capo del casato di York, dopo la morte di suo padre, Riccardo Plantageneto, III duca di York, e specialmente, dopo che Edoardo era divenuto re Edoardo IV, passò dalla parte del casato di York.

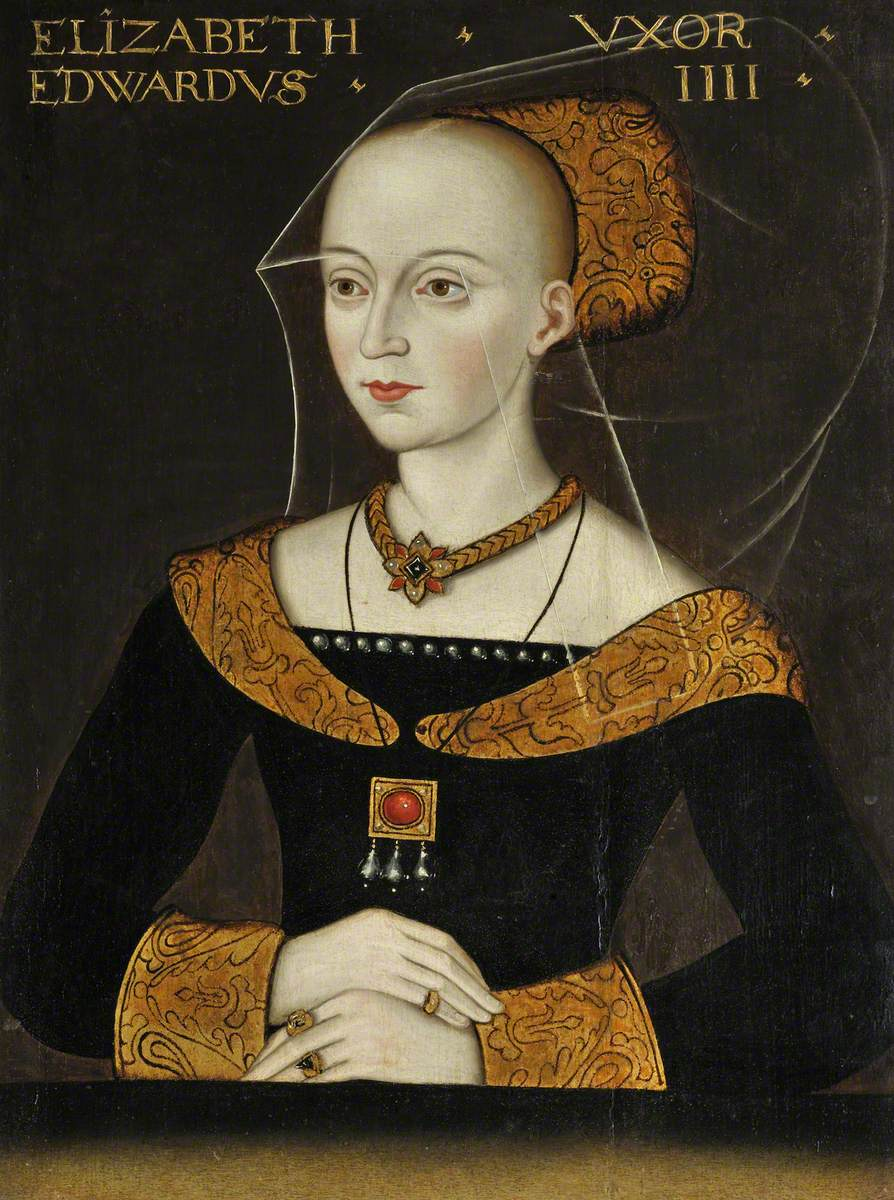
Elisabetta Woodville

Il primo maggio del 1464, una delle figlie di Jacquette, Elisabetta Woodville, vedova di John Grey, cavaliere della fazione dei Lancaster, sposò segretamente il re, Edoardo IV.
I componenti della famiglia Woodeville, poveri, ma molto ambiziosi, in quanto parenti della neo-regina, Elisabetta, si premurarono di chiedere onori e titoli e Jacquette si prodigò, attraverso diversi convenienti matrimoni, per sistemare i suoi numerosi figli. I Woodeville ricevettero numerosi titoli, ottenendo però in compenso poca terra (che era la vera fonte del potere) che così non costituivano una minaccia per il dominio del consigliere del re, Richard Neville, conte di Warwick, che governava il regno. Quest'ultimo tuttavia provò irritazione per l'influenza che i suddetti esercitavano sul re, così, con l'aiuto del giovane fratello del sovrano, Giorgio, duca di Clarence, che l'11 luglio del 1469, aveva sposato sua figlia, Isabella, e quindi era divenuto suo genero, prese le armi contro Edoardo.
Il marito di Jacquette, Riccardo, col grosso dell'esercito reale, privo di re Edoardo, fu sconfitto nella battaglia di Edgecote Moor, presso Banbury, e fu imprigionato col figlio, Giovanni Woodville, dal conte di Warwich. Richard Woodville e Giovanni Woodville, in base a false accuse, dopo un processo farsa, furono decapitati a Kenilworth, il 12 agosto 1469. Alla morte di Riccardo, gli successe nei titoli, il figlio, Antonio Woodville.
Jacquette sopravvisse al marito ancora tre anni e morì, nel corso del 1472, dopo aver assistito alla fine di Warwick, che, tradito dal genero Giorgio di Clarence, aveva trovato la morte, nella battaglia di Barnet, il 14 aprile 1471.

## Discendenza
A Giovanni, Giacometta non diede figli; mentre a Riccardo ne diede quattordici:
- Elisabetta Woodville (1437 - 1492), regina consorte e poi regina madre d'Inghilterra;
- Lewis Woodville (1438-1438), morto infante;
- Anne Woodville (1438 - 1489), sposò William Bourchier, erede della contea di Essex e poi George Grey, II conte di Kent;
- Antonio Woodville, II conte Rivers (1440 - 1483), si sposò due volte ed ebbe una figlia illegittima;
- John Woodville (1444-1469), sposò Catherine Neville;
- Giacometta Woodville (1445-1509), sposò John le Strange, VIII barone Strange di Knockin;
- Lionel Woodville (1446-1484), vescovo di Salisbury;
- Eleanor Woodville (morta nel 1512), sposò Anthony Grey, figlio di Edmund Grey, I conte di Kent;
- Margaret Woodville (1450-1490), sposò Thomas Fitzalan, X conte di Arundel;
- Marta Woodville (morta nel 1500), sposò John Bromley di Baddington;
- Richard Woodville, III conte Rivers (1453-1491);
- Edward Woodville, Lord Scales (1454/8 – 1488);
- Mary Woodville (c. 1456 – 1481), sposò William Herbert, II conte di Pembroke;
- Catherine Woodville (1458 - 1497), sposò in prime nozze Henry Stafford, II duca di Buckingham, in seconde nozze Jasper Tudor, duca di Bedford, e in terze nozze Richard Wingfield.

## Nella finzione
Giacometta è un personaggio principale del libro La regina della rosa bianca di Philippa Gregory scritto dal punto di vista della figlia Elisabetta Woodville nel quale è rappresentata come una sorta di strega con poteri effettivi legati all'acqua. La Gregory l'ha poi resa protagonista del libro La Signora dei fiumi.
Essa è anche protagonista del romanzo di Margaret Frazer A play of Treachery ambientato poco dopo la morte del suo primo marito e che offre un racconto di come  andarono gli avvenimenti che la portarono a sposare Richard Woodville. 

## Ascendenza
|                                   |                                                      |                                            | Genitori                                 |  |  | Nonni |  |  | Bisnonni                |  |  | Trisnonni                            |  |
|                                   |                                                      |                                            |                                          |  |  |       |  |  | Guy de Luxembourg-Ligny |  |  | Jean I de Luxembourg, conte di Ligny |  |
|                                   |                                                      |                                            |                                          |  |  |       |  |  | Guy de Luxembourg-Ligny |  |  | Jean I de Luxembourg, conte di Ligny |  |
|                                   |                                                      | Alix de Dampierre                          |                                          |  |  |       |  |  | Guy de Luxembourg-Ligny |  |  |                                      |  |
| Jean de Luxembourg                |                                                      |                                            |                                          |  |  |       |  |  | Guy de Luxembourg-Ligny |  |  |                                      |  |
|                                   |                                                      | Mahaut de Châtillon, Contessa di Saint-Pol | Jean di Châtillon, Conte di Saint-Pol    |  |  |       |  |  |                         |  |  |                                      |  |
|                                   |                                                      | Mahaut de Châtillon, Contessa di Saint-Pol | Jean di Châtillon, Conte di Saint-Pol    |  |  |       |  |  |                         |  |  |                                      |  |
|                                   |                                                      | Mahaut de Châtillon, Contessa di Saint-Pol | Jeanne de Fiennes                        |  |  |       |  |  |                         |  |  |                                      |  |
| Pietro I di Lussemburgo-Saint Pol |                                                      | Mahaut de Châtillon, Contessa di Saint-Pol |                                          |  |  |       |  |  |                         |  |  |                                      |  |
|                                   |                                                      | Louis, Conte di Enghien                    | Walter III di Enghien                    |  |  |       |  |  |                         |  |  |                                      |  |
|                                   |                                                      | Louis, Conte di Enghien                    | Walter III di Enghien                    |  |  |       |  |  |                         |  |  |                                      |  |
|                                   |                                                      | Louis, Conte di Enghien                    | Isabella di Brienne                      |  |  |       |  |  |                         |  |  |                                      |  |
| Margaret, Contessa di Brienne     |                                                      | Louis, Conte di Enghien                    |                                          |  |  |       |  |  |                         |  |  |                                      |  |
|                                   |                                                      | Giovanna di SanSeverino                    | Antonio Sanseverino, V conte di Marsico  |  |  |       |  |  |                         |  |  |                                      |  |
|                                   |                                                      | Giovanna di SanSeverino                    | Antonio Sanseverino, V conte di Marsico  |  |  |       |  |  |                         |  |  |                                      |  |
|                                   |                                                      | Giovanna di SanSeverino                    | Isabella del Balzo                       |  |  |       |  |  |                         |  |  |                                      |  |
| Giacometta di Lussemburgo         |                                                      | Giovanna di SanSeverino                    |                                          |  |  |       |  |  |                         |  |  |                                      |  |
|                                   | Bertrando III del Balzo, Conte di Andria e Squillace | Bertrando II del Balzo, Signore di Berre   |                                          |  |  |       |  |  |                         |  |  |                                      |  |
|                                   | Bertrando III del Balzo, Conte di Andria e Squillace | Bertrando II del Balzo, Signore di Berre   |                                          |  |  |       |  |  |                         |  |  |                                      |  |
|                                   | Bertrando III del Balzo, Conte di Andria e Squillace | Berengère Mauvoisin de la Penne            |                                          |  |  |       |  |  |                         |  |  |                                      |  |
| Francesco I del Balzo             | Bertrando III del Balzo, Conte di Andria e Squillace |                                            |                                          |  |  |       |  |  |                         |  |  |                                      |  |
|                                   |                                                      | Marguerite d'Aulnay                        | Vilain II d'Aulnay, Barone di Arcadia    |  |  |       |  |  |                         |  |  |                                      |  |
|                                   |                                                      | Marguerite d'Aulnay                        | Vilain II d'Aulnay, Barone di Arcadia    |  |  |       |  |  |                         |  |  |                                      |  |
|                                   |                                                      | Marguerite d'Aulnay                        | Jeanne de Bruyeres                       |  |  |       |  |  |                         |  |  |                                      |  |
| Margherita del Balzo              |                                                      | Marguerite d'Aulnay                        |                                          |  |  |       |  |  |                         |  |  |                                      |  |
|                                   |                                                      | Nicola Orsini, Conte di Nola               | Roberto Orsini, Conte di Nola            |  |  |       |  |  |                         |  |  |                                      |  |
|                                   |                                                      | Nicola Orsini, Conte di Nola               | Roberto Orsini, Conte di Nola            |  |  |       |  |  |                         |  |  |                                      |  |
|                                   |                                                      | Nicola Orsini, Conte di Nola               | Sveva del Balzo                          |  |  |       |  |  |                         |  |  |                                      |  |
| Sveva Orsini                      |                                                      | Nicola Orsini, Conte di Nola               |                                          |  |  |       |  |  |                         |  |  |                                      |  |
|                                   |                                                      | Jeanne de Sabran                           | Guillaume de Sabran, III Conte di Ariano |  |  |       |  |  |                         |  |  |                                      |  |
|                                   |                                                      | Jeanne de Sabran                           | Guillaume de Sabran, III Conte di Ariano |  |  |       |  |  |                         |  |  |                                      |  |
|                                   |                                                      | Jeanne de Sabran                           | Francesca di Celano, Contessa di Anglone |  |  |       |  |  |                         |  |  |                                      |  |
|                                   |                                                      | Jeanne de Sabran                           |                                          |  |  |       |  |  |                         |  |  |                                      |  |